# Felipe Andrade
Felipe de Andrade Vieira (ur. 29 maja 2002 w Boa Viagem) – brazylijski piłkarz występujący na pozycji środkowego obrońcy, od 2023 roku zawodnik Fluminense.